# Сампуэс
Сампуэс (исп. Sampués) — город и муниципалитет на севере Колумбии, на территории департамента Сукре. Входит в состав субрегиона Ла-Сабана.

## История
Поселение, из которого позднее вырос город, было основано в 1610 году. Муниципалитет Сампуэс был выделен в отдельную административную единицу в 1864 году.

## Географическое положение

Муниципалитет Сампуэс

Город расположен на западе центральной части департамента, в пределах Прикарибской низменности, на расстоянии приблизительно 8 километров к югу от города Синселехо, административного центра департамента. Абсолютная высота — 154 метра над уровнем моря.
Муниципалитет Сампуэс граничит на севере с территорией муниципалитета Синселехо, на северо-востоке — с муниципалитетом Коросаль, на востоке — с муниципалитетом Синсе, на юге и западе — с территорией департамента Кордова. Площадь муниципалитета составляет 209 км².

## Население
По данным Национального административного департамента статистики Колумбии, совокупная численность населения города и муниципалитета в 2015 году составляла 37 925 человек.
Динамика численности населения муниципалитета по годам:
| 2005   | 2006   | 2007   | 2008   | 2009   | 2010   | 2011   | 2012   | 2013   | 2014   | 2015   |
| ------ | ------ | ------ | ------ | ------ | ------ | ------ | ------ | ------ | ------ | ------ |
| 36 481 | 36 611 | 36 763 | 36 904 | 37 053 | 37 201 | 37 350 | 37 496 | 37 644 | 37 787 | 37 925 |

Согласно данным переписи 2005 года мужчины составляли 51,5 % от населения Сампуэс, женщины — соответственно 48,5 %. В расовом отношении индейцы составляли 53,8 % от населения города; белые и метисы — 45,8 %; негры, мулаты и райсальцы — 0,3 %; цыгане — 0,1 %.
Уровень грамотности среди всего населения составлял 78,4 %.

## Экономика
39,8 % от общего числа городских и муниципальных предприятий составляют предприятия торговой сферы, 38,8 % — промышленные предприятия, 20,3 % — предприятия сферы обслуживания, 1,1 % — предприятия иных отраслей экономики.

## Транспорт
Через город проходит национальное шоссе № 25.